# Андреевская волость (Александровский уезд Владимирской губернии)
Андреевская волость — волость в составе Александровского уезда Владимирской губернии. Волостной центр — село Андреевское. Упразднена волость в 1929 году.
Ныне территория Александровского, Киржачского и Кольчугинского районов Владимирской области. Название волости продолжается сельском поселении в Андреевское сельское поселение.

## Состав волости

### Населённые пункты
По данным на 1913 год входили 62 населённых пункта
- Аксеновка (Аксёновка)
- Алёшкино
- Андреевское — волостной центр
- Бакино
- Башкино
- Бельтеевка
- Борьково (ныне Борково)
- Булково
- Буньково
- Вязмино (Вязьмино)
- Вяльково
- Горки
- Гриденка
- Дудкино (ныне Дуднино)
- Дураково (ныне Николаевка)
- Зиновьево
- Зубарево
- Ивановское Соболево
- Ивановское-Холуденево (ныне Ивановское)
- Ирково
- Каблуково
- Калачево
- Кашенки
- Кишкино
- Кожино
- Колзаково
- Косково
- Краинка
- Кудрино
- Курманиха
- Ладожино
- Легково
- Макаровка
- Макарово
- Малое Маренкино (ныне Малое Маринкино)
- Маренкино
- Межаково
- Мячково
- Никольское
- Новинки Горские
- Новосёлка (Новоселка)
- Осино
- Панино
- Петрищево
- Петроково (ныне Петраково)
- Податнево
- Понизовье
- Прокофьево
- Рождествино (ныне Рождествено)
- Романовское
- Рясницыно[2]
- Скоморохово
- Соколово
- Степаново
- Тимошкино
- Трусково
- Федяево
- Фофанка
- Хрущово (Хрущево)
- Шимохтино
- Щекотово

### Сельсоветы
В советские годы в составе волости было 36 сельсоветов: Аксеновский, Андреевский, Базуновский, Бакинский, Березниковский, Богановский, Богородский, Владимировский, Годуновский, Горкинский, Демьяновский, Долгопольский, Дудкинский, Еловский, Зубаревский, Ивановский, Кондаковский, Кожинский, Колзаковский, Макаровский, Мало-Весский, Мячковский, Николаевский, Новосельский, Петрищевский, Податьевский, Подсосенский, Покровский, Прокофьевский, Путиловский, Рясницынский, Семенковский, Скомороховский, Федяевский, Чернецкий, Шимохтинский.

## История
В 1881 году в состав волости вошла Зиновьевская волость.
В 1924 году в состав волости вошла ликвидированная Годуновская волость. В 1926 году дер. Лаврово перечислена в Берендеевскую волость Переславль-Залесского уезда.
Упразднена в 1929 году в связи с ликвидацией волостей, уездов и губерний. Большая часть сельсоветы вошли в состав Александровского района, меньшая — в Кольчугинский и Киржачский районы Александровского округа Ивановской Промышленной области.